# 하다완역
하다완역(哈达湾站)은 지린성 지린시 신장가에 있는 철도역으로 우편번호 132002번이다. 1926년 11월 1일 건설된 이 역은 창투 철도 및 시하 연락선이 지나갔으며, 현재는 화물운송 업무만 수행하고 여객운송 업무는 하지 않으며, 역과 그 상하행 구간은 전철화되지 않았다. 역은 창춘역에서 123 ㎞ 떨어져 있으며, 선양 철로국 관할의 2등역이다. 이 역은 지린 철도의 중추인 시환선(西环线) 공사를 통해, 선지 철도와 연결된다.

## 개요
현재 지린성 철도의 중추에 있는 화물역 중 하나이다. 이 역은 전용선 및 전용선의 철도화물운송만을 취급한다.

### 전용선
- 중강그룹(中钢集团) 지린 철합금주식유한공사 전용철도
- 중강그룹 지린 탄소주식유한공사 전용철도
- 지둥시멘트(冀东水泥) 지린유한책임공사 전용선
- 지린 쑹화(松花) 강열전유한공사 전용철도
- 지린 천밍(晨鸣) 지업유한책임공사 전용선
- 선양철도 지린시 철송그룹 치자쯔(七家子) 물류유한공사 전용선

## 인접역
| 중국철로                   | 중국철로              | 중국철로                |
| -------------------------- | --------------------- | ----------------------- |
| 주잔역 창춘 방면           | ← 7km 창투 철로 6km → | 지린역 창투선 투먼 방면 |
| 난싼다오역 선양 북 방면    | 선지 철로시환선 계획  | 지린역 선지선 종착역    |
| 시하 연락선 본선 시·종착역 | 시산선로소            | 시·종착역               |